# مورافيا

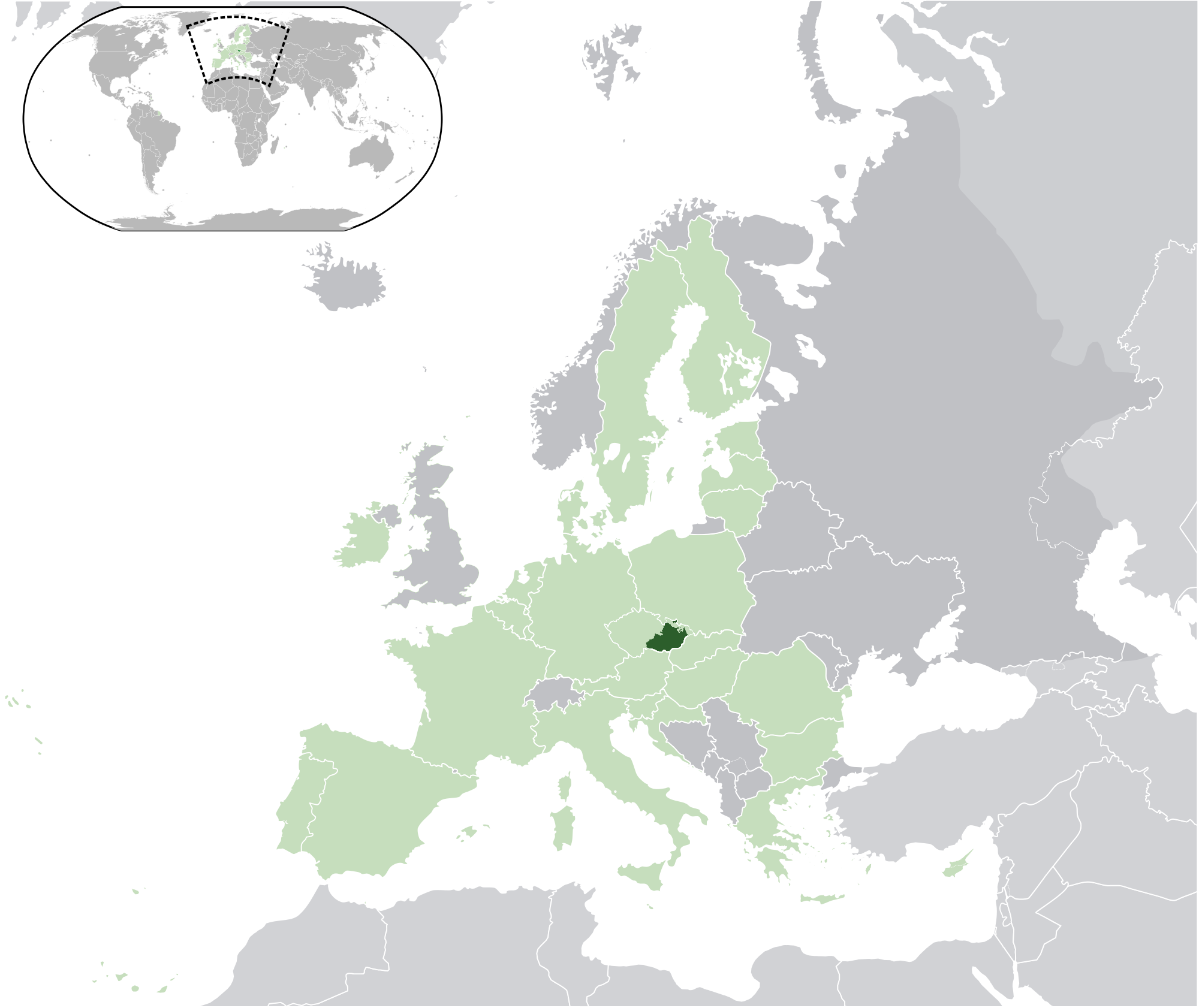
موقع مورافيا داخل الاتحاد الأوروبي.

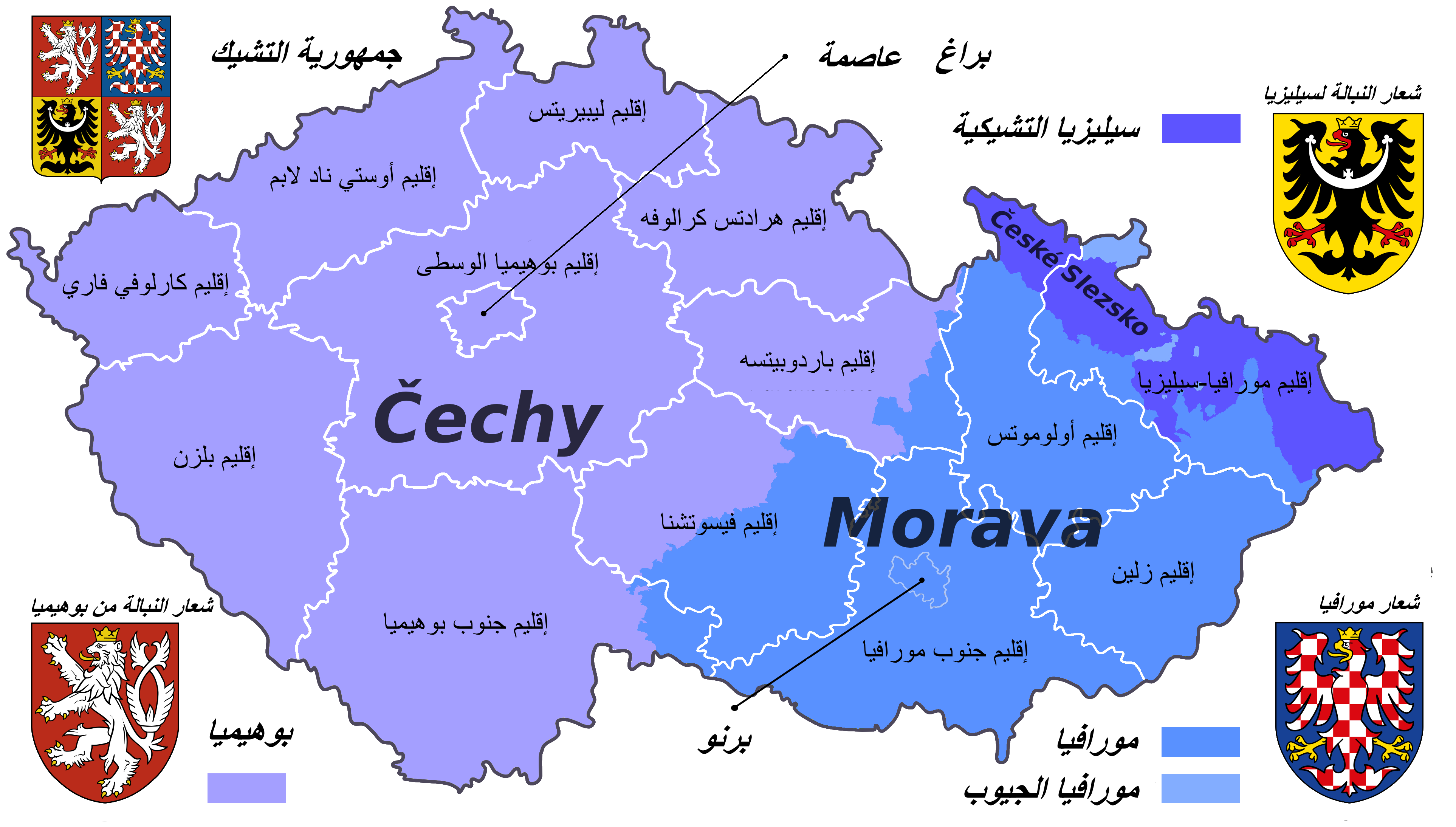
الأراضي البوهيمية مقارنة بالمناطق الإدارية الحالية.

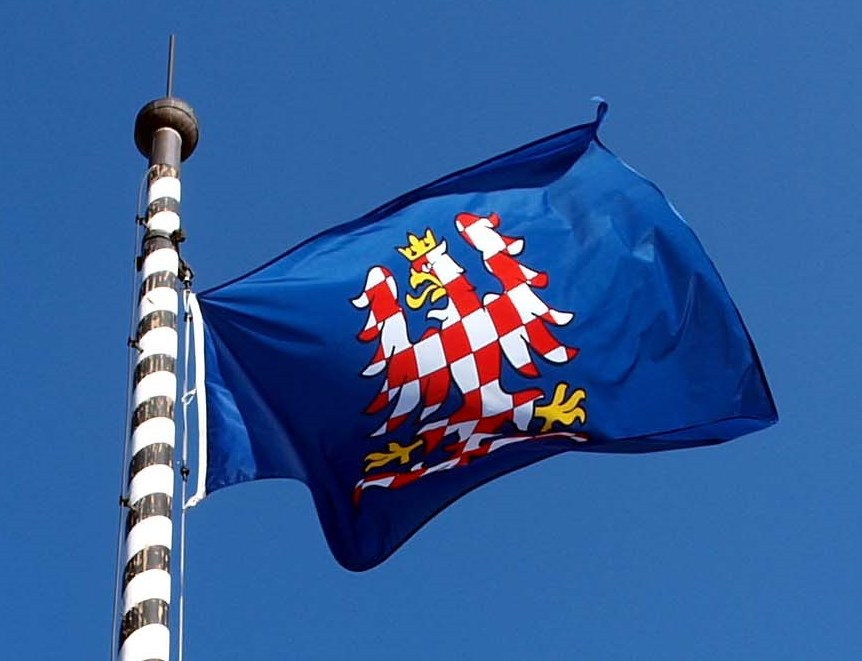
مورافيا

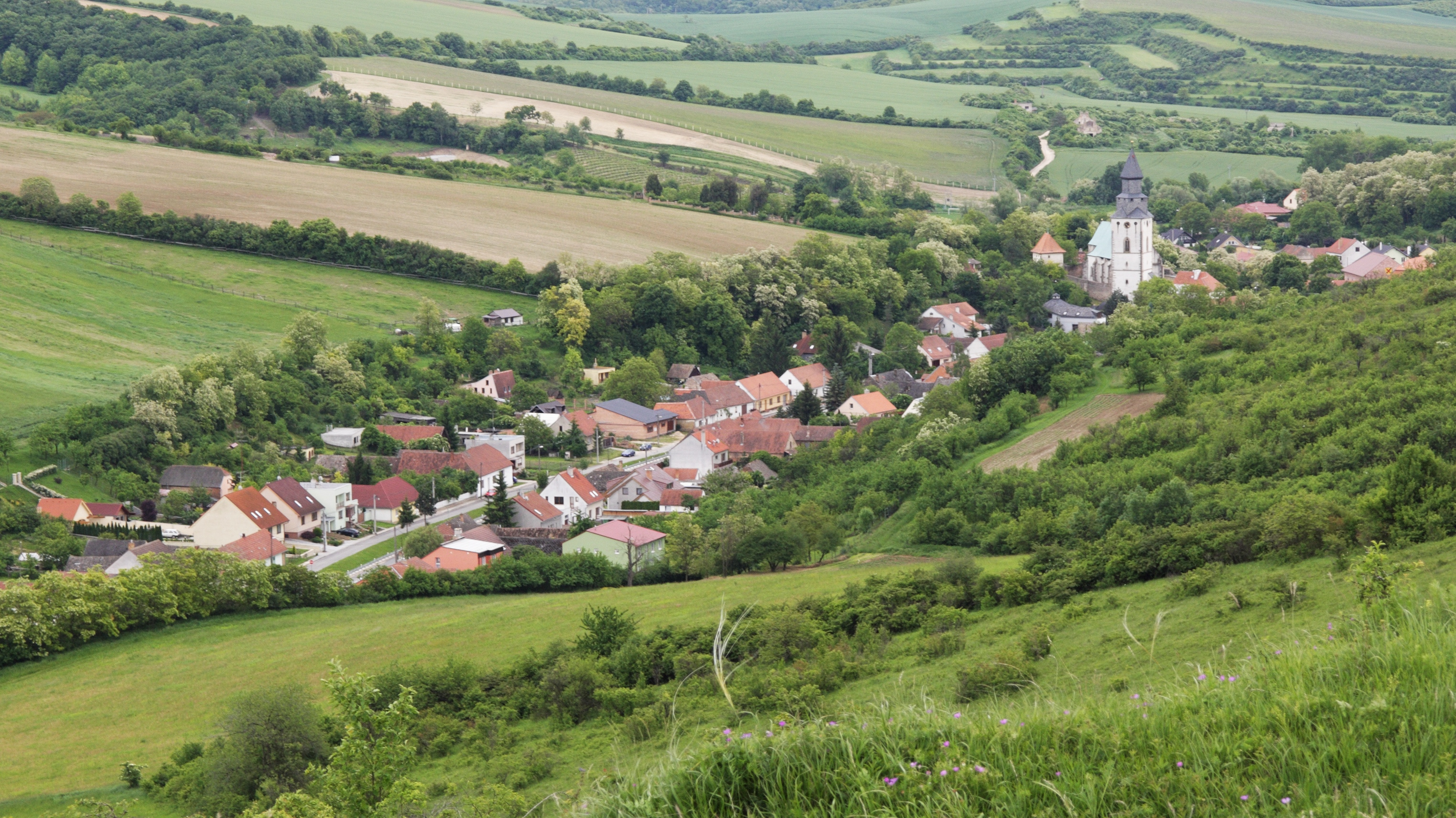

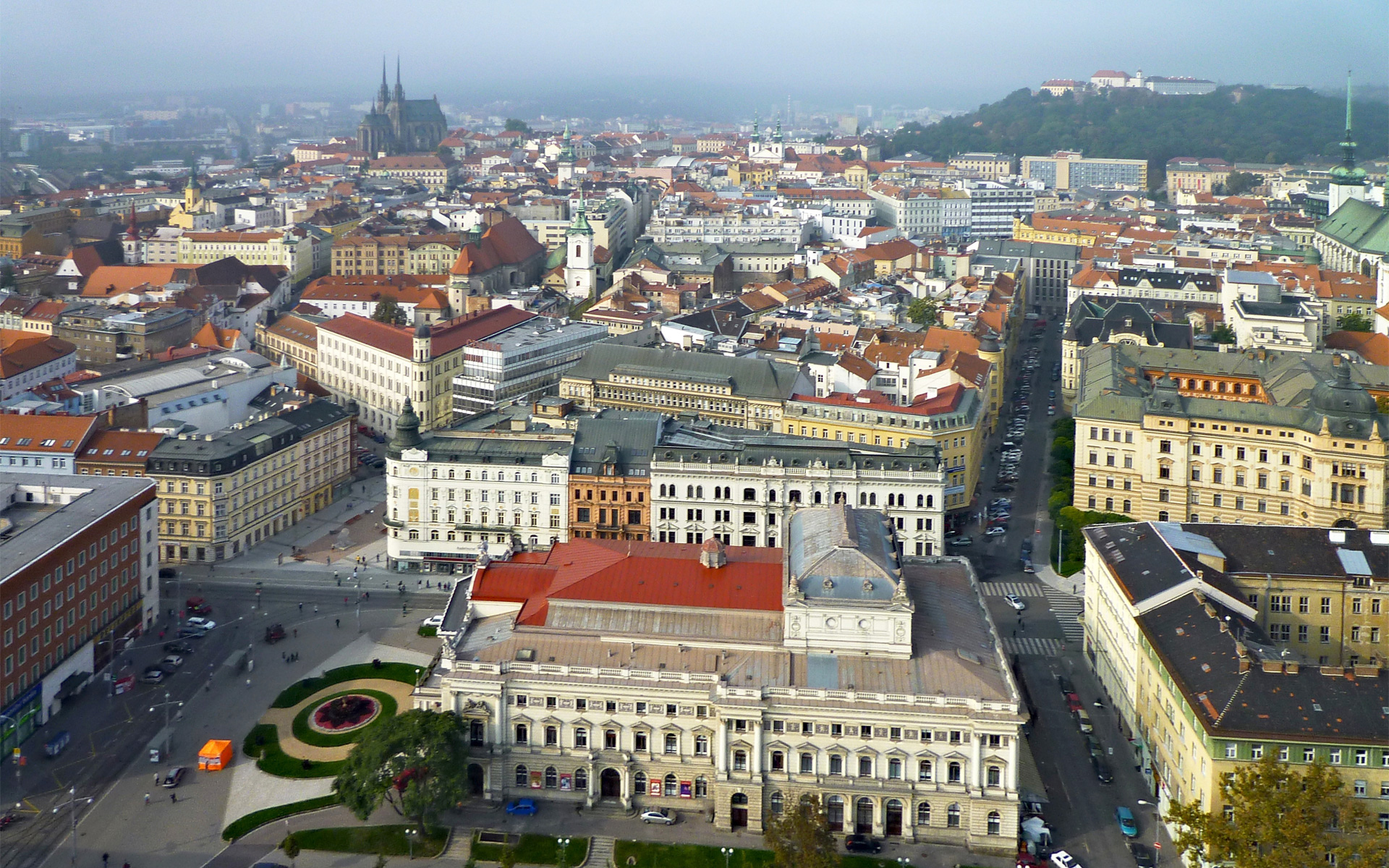
مدينة برنو

مورافيا (بالتشيكية والسلوفاكية Morava) هي منطقة تاريخية ذات طبيعة جبلية مرتفعة تقع شرقي جمهورية التشيك. أخذت اسمها من نهر مورافا الذي يمر في أراضيها.

## الجغرافيا
يحدها من الشمال بولندا ومنطقة سيليزيا ومن الجنوب النمسا ومن غربها منطقة بوهيميا وشرقها سلوفاكيا. تشكل جبال السوديت والكاربات حدودا طبيعية للمنطقة. نهر ثايا المتعرج أحد روافد المورافا يشكل بشكل متقطع الحدود الطبيعية جنوبا مع النمسا. مورافيا ليست تقسيما إداريا وإنما منطقة تاريخية تضم العديد من المحافظات مثل محافظة مورافيا الجنوبية ومحافظة زلن وأجزاء من محافظة مورافيا-سيليزيا ومحافظة أولوموتس ومحافظة فيسوكينا ومحافظة بوهيميا الجنوبية ومحافظة برادوبتس
أهم مدن منطقة مورافيا هي أوسترافا وأولوموتس وبرنو. يقوم اقتصاد المنطقة على استخراج النفط والفحم والحديد من منطقة الحوض الفيني(نسبة إلى فينا) وصناعة الجلود والصناعات الكيماوية وصناعة مواد البناء. أغلب سكان المنطقة سلافيون يتحدثون التشيكية بلهجات مختلفة. بعض المورافيين يعتبرون أنفسهم تركيبة عرقية مختلفة عن التشيك بينما البعض الآخر يعتبرون أنفسهم تشيكيين. في إحصائية عام 1991 كان هناك 1.362 مليون شخص كان يعتبرون أنفسهم مورافيين أما في إحصائية عام 2001 فقد نقص العدد إلى 380 ألف نسمة.